# USS San Francisco (CA-38)
USS San Francisco (CA-38) là một tàu tuần dương hạng nặng của Hải quân Hoa Kỳ thuộc lớp New Orleans, là chiếc tàu chiến thứ hai được đặt tên theo thành phố San Francisco thuộc tiểu bang California. San Francisco đã tham gia hầu hết các chiến dịch chủ yếu tại Mặt trận Thái Bình Dương trong Chiến tranh Thế giới thứ hai, bị hư hại nặng trong trận Hải chiến Guadalcanal, nhưng đã sống sót qua cuộc chiến và được tặng thưởng 17 Ngôi sao Chiến đấu cùng danh hiệu Đơn vị Tuyên dương Tổng thống. Sau chiến tranh nó được cho ngừng hoạt động vào năm 1946 và tháo dỡ vào năm 1959.

## Thiết kế và chế tạo
San Francisco được đặt lườn bởi hãng xưởng hải quân Mare Island tại Vallejo, California vào ngày 9 tháng 9 năm 1931, được hạ thủy vào ngày 9 tháng 3 năm 1933, được đỡ đầu bởi Cô Barbara M. Bailly, và được đưa ra hoạt động vào ngày 10 tháng 2 năm 1934 dưới quyền chỉ huy của thuyền trưởng, Đại tá Hải quân Royal E. Ingersoll.

## Lịch sử hoạt động

### Những năm giữa hai cuộc Thế Chiến
Sau một chuyến đi thử máy kéo dài, đưa San Francisco đến México, vùng biển Hawaii, ngoài khơi Washington và British Columbia và một chuyến đi đến Khu vực kênh đào Panama, nó quay trở về Xưởng hải quân Mare Island. Việc trang bị hỏa lực và cải biến thành một soái hạm kéo dài cho đến năm 1935. Vào tháng 2, nó gia nhập Hải đội Tuần dương 6 tại San Diego, và đến tháng 5 di chuyển lên phía Bắc tham gia cuộc tập trận Vấn đề Hạm đội XVI, rồi quay trở về khu vực Nam California. Vài tuần sau, nó trở lên bờ biển phía Bắc diễn tập chiến thuật hạm đội, và vào tháng 7 nó di chuyển xa hơn lên phía Bắc đến Alaska. Vào tháng 8, nó quay về California, và cho đến cuối năm 1938, San Francisco tiếp tục hoạt động tại khu vực Đông Thái Bình Dương, kéo dài từ Washington đến Peru và trải rộng từ California đến Hawaii.
Vào tháng 1 năm 1939, San Francisco rời khu vực Bờ Tây tham gia cuộc tập trận Vấn đề Hạm đội XX diễn ra tại phía Đông Tiểu Antilles thuộc Đại Tây Dương. Vào tháng 3, nó trở thành soái hạm của Hải đội Tuần dương 7, và thực hiện một chuyến viếng thăm hữu nghị đến các cảng Nam Mỹ. Rời Căn cứ Hải quân vịnh Guantanamo vào đầu tháng 4, nó ghé qua các cảng ở bờ Đông lục địa này, băng qua eo biển Magellan rồi ghé qua các cảng ở bờ Tây, và vào đầu tháng 6 đi qua kênh đào Panama hoàn tất chuyến đi vòng quanh lục địa này.

### Mở màn Chiến tranh Thế giới thứ hai
Chiến tranh Thế giới thứ hai nổ ra vào ngày 1 tháng 9, và vào ngày 14 tháng 9, San Francisco từ Căn cứ Hải quân Norfolk di chuyển về phía Nam tham gia việc Tuần tra Trung lập. Chiếc tàu tuần dương vận chuyển hành khách và hàng hóa đến San Juan, Puerto Rico, rồi tuần tra tại khu vực West Indies đến tận Trinidad về phía Nam. Ngày 14 tháng 10, nó hoàn tất chuyến tuần tra quay trở lại San Juan và hướng đến Norfolk, nơi nó ở lại cho đến tháng 1 năm 1940. Vào ngày 11 tháng 1, nó hướng đến vịnh Guantanamo, nơi nó được thay phiên trong vai trò soái hạm bởi tàu tuần dương Wichita, để chuyển sang Thái Bình Dương.
Đi qua kênh đào Panama vào cuối tháng 2 năm 1940, San Francisco ghé qua San Pedro, và vào tháng 3 tiếp tục đi đến cảng nhà mới Trân Châu Cảng, nơi nó lại gia nhập Hải đội Tuần dương 6. Vào tháng 5, nó đi đến xưởng hải quân Puget Sound để đại tu, được trang bị bốn khẩu pháo 3 in (76 mm). Vào ngày 29 tháng 9, nó quay trở lại Trân Châu Cảng. Vào đầu tháng 5 năm 1941, nó trở thành soái hạm của Hải đội Tuần dương 6; và vào cuối tháng 7, nó thực hiện chuyến đi đến Long Beach, California, quay trở về Hawaii ngày 27 tháng 8. Vào tháng 9, nó bàn giao lại vai trò soái hạm, và vào ngày 11 tháng 10, San Francisco đi vào xưởng hải quân Trân Châu Cảng cho một đợt đại tu được dự định sẽ hoàn tất vào ngày 25 tháng 12.

### Tấn công Trân Châu Cảng
Vào ngày 7 tháng 12 năm 1941, San Francisco có mặt tại Trân Châu Cảng chờ đợi được vào ụ tàu để cạo vảy lườn tàu vốn bị hà bám nặng. Hệ thống động cơ của nó được tháo dỡ để đại tu. Đạn dược dành cho các khẩu pháo 5 in (130 mm) và 8 in (200 mm) được chứa trong kho. Các khẩu pháo 3 in (76 mm) đã được tháo dỡ để dành chỗ cho bốn khẩu đội 1,1 in (28 mm) bốn nòng, nhưng chúng vẫn chưa được trang bị, và các khẩu đội súng máy ,50 in (12,7 mm) đang được đại tu. Chỉ sẵn có vũ khí nhẹ và hai súng máy ,30 in (7,6 mm). Hơn nữa, một số sĩ quan và thủy thủ của San Francisco vắng mặt do nghỉ phép.
Lúc 07 giờ 55 phút, máy bay ném bom Nhật Bản xuất hiện bên trên đảo Ford, và đến 08 giờ 00, cuộc tấn công bất ngờ nổ ra. Người trên San Francisco đóng chặt các ngăn kín nước và tìm những cơ hội chống trả. Một số chuyển sang tàu tuần dương New Orleans thay người cho các khẩu đội phòng không, trong khi những người khác sử dụng súng trường và súng máy. Đạn dược dành cho súng máy ,50 in (12,7 mm) được chuyển sang tàu khu trục Tracy để sử dụng.
San Francisco không bị trúng bom hay hư hại trong cuộc không kích này. Sau khi cuộc tấn công kết thúc, công việc sửa chữa được tiếp nối nhằm giúp cho San Francisco có thể sẵn sàng chiến đấu.
Ngày 14 tháng 12, chiếc tàu tuần dương rời xưởng tàu; việc cạo vảy lườn tàu được hoãn lại dành chỗ cho việc sửa chữa cần thiết hơn cho các con tàu khác. Ngày 16 tháng 12, nó lên đường cùng với Lực lượng Đặc nhiệm 14 nhằm giải vây cho đảo Wake. Lực lượng di chuyển về phía Tây cùng với một phi đội máy bay tiêm kích Thủy quân Lục chiến bên trên tàu sân bay Saratoga và một tiểu đoàn Thủy quân Lục chiến trên tàu vận chuyển Tangier. Tuy nhiên, khi đảo Wake rơi vào tay Nhật Bản ngày 23 tháng 12, Lực lượng Đặc nhiệm 14 chuyển hướng đến đảo san hô Midway để tăng viện cho nơi này. Ngày 29 tháng 12, lực lượng về đến Trân Châu Cảng.

### 1942
Vào ngày 8 tháng 1 năm 1942, một lần nữa San Francisco di chuyển về hướng Tây. Trong thành phần Lực lượng Đặc nhiệm 8, nó đi về hướng Samoa hộ tống các tàu vận tải đang đổ bộ lực lượng tăng cường cho Tutuila, Samoa. Tại đây, nó hợp cùng Lực lượng Đặc nhiệm 17 để tấn công các căn cứ Nhật Bản tại các Gilbert và Marshall. San Francisco đi đến khu vực Samoa vào ngày 18 tháng 1, và đến ngày 24 tháng 1 được cho tách ra để tiếp tục hộ tống các tàu vận tải trong khi phần còn lại của các lực lượng đặc nhiệm tiến hành các hoạt động tấn công tại khu vực Tây Bắc.
Vào ngày 8 tháng 2, San Francisco khởi hành từ Tutuila, và đến ngày 10 tháng 2 gia nhập Hải đội Tuần dương 6 lúc đó thuộc Lực lượng Đặc nhiệm 11, vốn được tập họp chung quanh tàu sân bay Lexington, rồi hướng đến khu vực Đông Bắc quần đảo Solomon để tấn công Rabaul. Tuy nhiên, lực lượng bị phát hiện và bị tấn công bởi hai đợt máy bay ném bom hạng trung Mitsubishi G4M "Betty". Mặc dù mười sáu máy bay ném bom đã bị bắn hạ, yếu tố bất ngờ đã bị mất, và Lực lượng Đặc nhiệm 11 phải rút lui về phía Đông. Trong vài ngày sau đó, đơn vị này tiến hành các hoạt động tại khu vực Nam Thái Bình Dương, rồi hướng về New Guinea tham gia cùng Lực lượng Đặc nhiệm 17 trong việc không kích căn cứ và tàu bè Nhật Bản.
Vào ngày 7 tháng 3, một trong những máy bay trinh sát của San Francisco được báo cáo mất tích và không thể tìm thấy. Trong đêm 9-10 tháng 3, các lực lượng đặc nhiệm 11 và 17 tiến vào vịnh Papua, và vào lúc bình minh, các tàu sân bay Lexington và Yorktown tung máy bay của chúng ra vượt qua dãy núi Owen Stanley tấn công lực lượng Nhật Bản tại Salamaua và Lae.
Ngày hôm sau, chiếc máy bay mất tích được tàu tuần dương Minneapolis tìm thấy và được San Francisco thu hồi. Nó đã hạ cánh trên biển, nhưng không thể liên lạc. Đại úy phi công J. A. Thomas và điện báo viên O. J. Gannan đã cố chèo hướng chiếc máy bay về phía Australia, trong năm ngày và 21 giờ đã đi được khoảng 715 km (385 hải lý) trên một hành trình chỉ chệch khoảng 5º so với dự tính.
San Francisco quay trở về Trân Châu Cảng vào ngày 26 tháng 3. Đến ngày 22 tháng 4, chiếc tàu tuần dương rời Oahu đi đến San Francisco hộ tống một đoàn tàu vận tải. Đến cuối tháng 5, nó hướng về phía Tây hộ tống đoàn tàu vận tải PW 2076 đang chuyển Sư đoàn Bộ binh 37 đến Suva, và các đơn vị đặc biệt khác đến Australia. Chiếc tàu tuần dương tiếp tục nằm trong lực lượng hộ tống đi đến tận Auckland, New Zealand. Từ đây nó quay về Hawaii, về đến Trân Châu Cảng ngày 29 tháng 6.
San Francisco di chuyển về phía Tây cùng các tàu khu trục Laffey và Ballard để hộ tống đoàn tàu vận tải đi đến quần đảo Fiji. Từ đây, nó lên đường để gặp gỡ Lực lượng Viễn chinh quần đảo Solomon.
Chiến dịch Watchtower, cuộc đổ bộ lên Guadalcanal và Tulagi, mở màn vào sáng ngày 7 tháng 8. Suốt ngày hôm đó và cho đến hết tháng, San Francisco đã giúp hỗ trợ lực lượng Hoa Kỳ tại khu vực này. Cờ hiệu của Chuẩn Đô đốc Norman Scott, chỉ huy lực lượng tuần dương phối thuộc cho Lực lượng Đặc nhiệm 18, được chuyển sang San Francisco.
Vào ngày 3 tháng 9, lực lượng của San Francisco hướng về Nouméa, Nouvelle-Calédonie để bổ sung và tiếp nhiên liệu. Ngày 8 tháng 9, chúng lên đường hộ tống cho lực lượng tăng cường đi đến Guadalcanal. Đến ngày 11 tháng 9, Lực lượng Đặc nhiệm 18 của San Francisco gặp gỡ nhóm của tàu sân bay Hornet, Lực lượng Đặc nhiệm 17; và vào ngày hôm sau cả hai nhóm được tiếp nhiên liệu ngoài biển. Ngày 14 tháng 9, đoàn tàu vận tải tăng cường rời New Hebrides; Lực lượng Đặc nhiệm 61 tiến hành hoạt động hỗ trợ cùng Lực lượng Đặc nhiệm 17, hoạt động về phía Đông Lực lượng Đặc nhiệm 18.
Vào khoảng 14 giờ 50 phút ngày 15 tháng 9, Wasp bị trúng ngư lôi bên mạn phải; các đám cháy bốc lên từ chiếc tàu sân bay, rồi càng nặng thêm bởi các vụ nổ. Đô đốc nắm quyền chỉ huy Lực lượng Đặc nhiệm 18. San Francisco và tàu tuần dương hạng nặng Salt Lake City tìm cách kéo chiếc tàu sân bay, nhưng đến 15 giờ 20 phút, các đám cháy hoàn toàn không thể kiểm soát và các tàu khu trục bắt đầu vớt những người sống sót. Tàu khu trục Lansdowne buộc phải phóng ngư lôi đánh chìm nó, và Lực lượng Đặc nhiệm 18 rút lui về Espiritu Santo.
Sáng ngày 17 tháng 9, San Francisco, Juneau và năm tàu khu trục trở ra khơi để gặp gỡ Lực lượng Đặc nhiệm 17 tiếp tục nhiệm vụ bảo vệ các đoàn tàu vận tải tăng cường. Các đơn vị còn lại của Lực lượng Đặc nhiệm 18 hướng về Nouméa cùng với những người sống sót trên chiếc Wasp.
Ngày 23 tháng 9, các tàu khu trục San Francisco, Salt Lake City, Minneapolis, Chester, Boise và Helena cùng Hải đội Khu trục 12 đã tập hợp thành Lực lượng Đặc nhiệm 64, một lực lượng tàu nổi hộ tống và tấn công, dưới quyền chỉ huy của Đô đốc Scott trên chiếc San Francisco. Ngày hôm sau, lực lượng này hướng đến New Hebrides.

#### Trận chiến mũi Esperance
Ngày 7 tháng 10, Lực lượng Đặc nhiệm 64 khởi hành từ Espiritu Santo, New Hebrides, quay trở lại khu vực Solomon bảo vệ đoàn tàu vận tải Đồng Minh tăng cường cũng như đánh chặn các hoạt động tương tự của phía Nhật Bản. Ngày 11 tháng 10, khoảng 16 giờ 15 phút, các con tàu hướng lên phía Bắc từ đảo Rennel để đánh chặn một lực lượng đối phương bao gồm hai tàu tuần dương và sáu tàu khu trục, được cho là đang hướng đến Guadalcanal từ khu vực Buin-Faisi thuộc quần đảo Bougainville. Lực lượng đặc nhiệm tiếp tục theo hướng Bắc tiếp cận đảo Savo từ phía Tây Nam.
Lúc 23 giờ 30 phút, khi các tàu chiến ở cách 6 mi (9,7 km) về phía Tây Bắc đảo Savo, chúng chuyển hướng tiếp tục truy tìm tại khu vực. Vài phút sau khi chuyển hướng, radar phát hiện tàu lạ về phía Tây cách xa vài km. Khoảng 23 giờ 45 phút, Trận chiến mũi Esperance bắt đầu.
Sự mơ hồ vào lúc ban đầu đã khiến cả hai phía tạm thời ngưng bắn do sợ bắn nhầm vào tàu của phe mình. Sau đó, trận đánh lại nổ ra và tiếp tục cho đến 00 giờ 20 phút ngày 12 tháng 10, khi các tàu Nhật còn lại rút lui về phía quần đảo Shortland. Salt Lake City, Boise cùng các tàu khu trục Duncan và Farenholt bị hư hại; và sau đó, Duncan bị chìm. Tàu tuần dương Nhật Furutaka và một tàu khu trục bị đánh chìm do các cuộc đối đầu trên biển; và thêm hai tàu khu trục đối phương bị máy bay Thủy quân Lục chiến cất cánh từ sân bay Henderson trên đảo Guadalcanal đánh chìm vào ngày 12 tháng 10. Sau trận đánh, Lực lượng Đặc nhiệm 64 rút lui về Espiritu Santo.
Vào ngày 15 tháng 10, San Francisco tiếp tục các hoạt động hỗ trợ cho Chiến dịch Guadalcanal. Chiều tối ngày 20 tháng 10, nhóm của nó được lệnh quay về Espiritu Santo. Lúc 21 giờ 19 phút, ngư lôi phóng từ tàu ngầm được phát hiện. Chester bị đánh trúng giữa tàu bên mạn phải nhưng vẫn có thể tiếp tục tự di chuyển. Ba quả khác bị bắn nổ: một quả bên mạn phải phía đuôi Helena, quả thứ hai giữa Helena và San Francisco; và quả thứ ba cách 1.200 yd (1.100 m) bên mạn trái của San Francisco. Hai quả ngư lôi khác được phát hiện đi trên mặt biển.
San Francisco về đến Espiritu Santo trong đêm 21 tháng 10, nhưng lại khởi hành vào ngày 22 tháng 10 để đánh chặn lực lượng tàu nổi đối phương đang tiến đến gần Guadalacanal từ phía Bắc, và để bảo vệ các lượng lượng tăng viện. Ngày 28 tháng 10, Đô đốc Scott chuyển cờ hiệu sang chiếc Atlanta. Ngày hôm sau, San Francisco quay trở lại Espiritu Santo, và vào ngày 30 tháng 10, Chuẩn Đô đốc Daniel J. Callaghan, vị chỉ huy San Francisco vào lúc Hoa Kỳ tham gia chiến tranh, quay trở lại con tàu và đặt cờ hiệu của mình như là Tư lệnh Đội đặc nhiệm 64.4, vốn sẽ trở thành Lực lượng Đặc nhiệm 65.

#### Hải chiến Guadalcanal
Ngày 31 tháng 10, Lực lượng Đặc nhiệm 65 mới thành lập khởi hành từ Espiritu Santo, một lần nữa hướng đến quần đảo Solomon bảo vệ cho việc đổ bộ binh lính tăng cường lên Guadalcanal, tiếp nối bằng nhiệm vụ bắn phá các khu vực Kokumbona và Koli Point. Vào ngày 6 tháng 11, các tàu vận tải hoàn tất việc chất dỡ, và lực lượng rút lui, về đến Espiritu Santo vào ngày 8 tháng 11. Vào ngày 10 tháng 11, trong vai trò soái hạm của Đội đặc nhiệm 67.4, San Francisco lại lên đường hướng đến Guadalcanal.
Ngay trước giữa trưa, một thủy phi cơ trinh sát Nhật Bản bắt đầu dõi theo đội hình. Lực lượng đi đến ngoài khơi Lunga Point vào ngày 12 tháng 11, và các tàu vận tải tiến hành chất dỡ hàng. Đến xế trưa, một phi đội máy bay Nhật Bản được báo cáo đang đến gần. Lúc 13 giờ 18 phút, các con tàu lên đường; đến 14 giờ 08 phút, 21 máy bay đối phương mở một cuộc không kích.

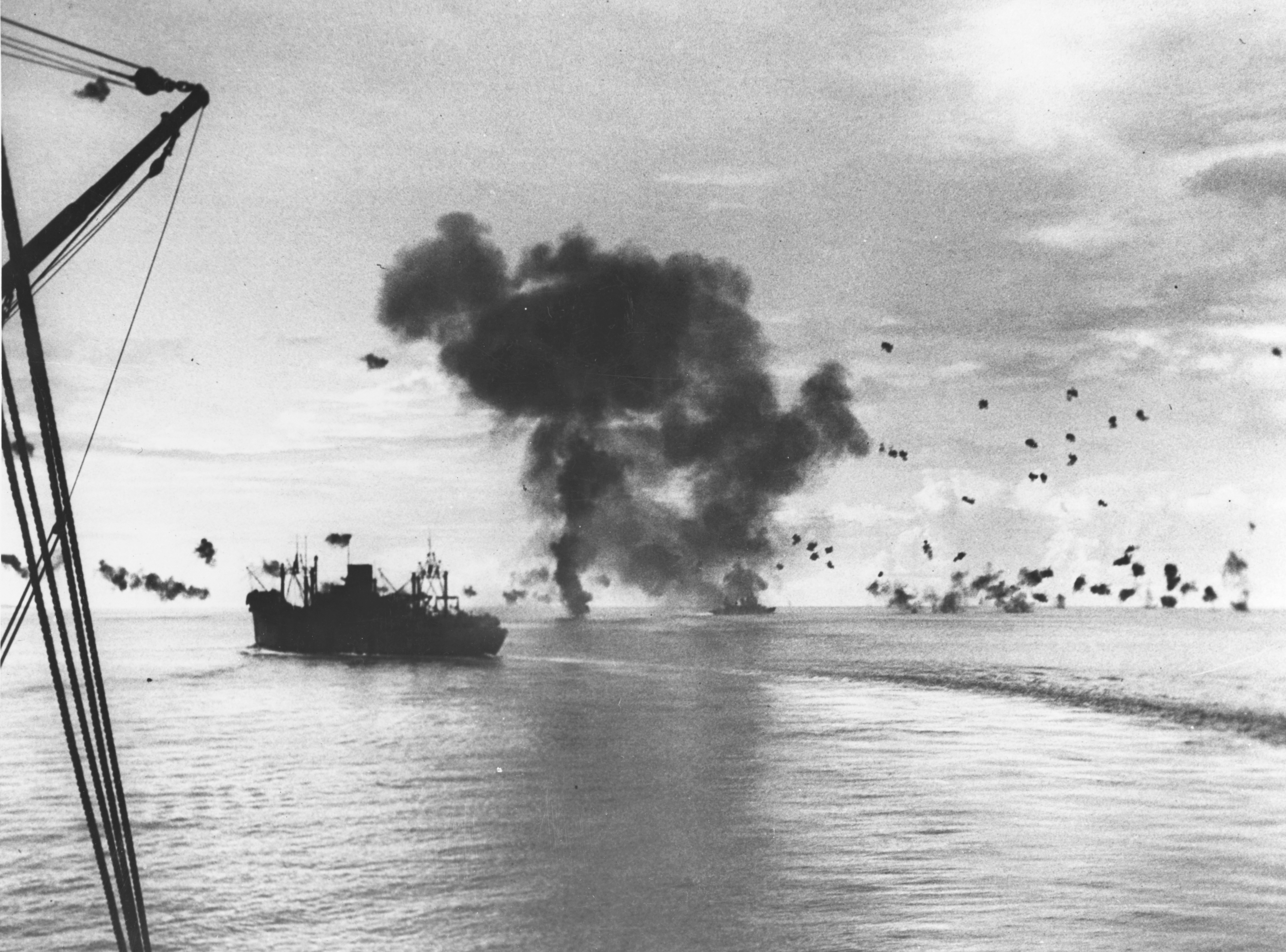
San Francisco (giữa) sau khi bị máy bay Nhật đâm trúng trong trận Hải chiến Guadalcanal, 12 tháng 11 năm 1942. Con tàu bên trái là USS President Jackson (AP-37)

Lúc 14 giờ 16 phút, một máy bay ném ngư lôi đã bị bắn hỏng những vẫn kiên trì phóng ngư lôi vào phía đuôi mạn phải của San Francisco. Quả ngư lôi bị trượt, nhưng chiếc máy bay đâm vào tháp chỉ huy phía sau của San Francisco, ngoặc qua cấu trúc thượng tầng rồi đâm nhào xuống biển bên mạn trái. 15 người đã bị thiệt mạng, 29 người bị thương và một người mất tích. Tháp chỉ huy phía sau bị phá hủy, bộ kiểm soát hỏa lực và radar phòng không phía sau bị hư hỏng, hai khẩu đội 20 mm bị phá hủy, trạm chỉ huy phụ bị cháy nhưng tình hình được kiểm soát vào lúc trời tối.
Những người bị thương được cho chuyển sang chiếc USS President Jackson (AP-37), ngay trước khi lực lượng tàu nổi đối phương được báo cáo đang đến gần. Lực lượng bảo vệ đã hộ tống các tàu vận tải rời khỏi khu vực, rồi tái tập trung và quay lại. Vào khoảng nữa đêm, cùng với một tàu tuần dương hạng nặng, ba tàu tuần dương hạng nhẹ và tám tàu khu trục, San Francisco tiến vào eo biển Lengo.
Lúc 01 giờ 25 phút ngày 13 tháng 11, một lực lượng hải quân Nhật bị phát hiện về phía Tây Bắc ở khoảng cách 27.000 yd (25.000 m). Đội đặc nhiệm của Chuẩn đô đốc Callaghan bắt đầu cơ động để đánh chặn, trở thành cuộc đụng độ đầu tiên trong cuộc Hải chiến Guadalcanal. Lúc 01 giờ 48 phút, trong hoàn cảnh hầu như tối mịt, San Francisco nổ súng vào một tàu tuần dương đối phương ở cách 3.700 yd (3.400 m) bên mạn phải. Đến 01 giờ 51 phút, nó xoay các khẩu pháo vào một tàu tuần dương nhỏ hay một tàu khu trục lớn ở cách 3.300 yd (3.000 m) bên mạn phải về phía mũi. Rồi trong một nỗ lực nhằm tìm các mục tiêu khác, San Francisco tình cờ bắn trúng tàu tuần dương hạng nhẹ Atlanta. Đạn pháo của San Francisco đã gây hư hỏng nghiêm trọng cho Atlanta, giết chết Chuẩn đô đốc Scott và hầu hết thủy thủ của Atlanta trên cầu tàu. Khi đã muộn, San Francisco nhận biết mình đã bắn nhầm một tàu "bạn" và ngừng bắn. Chất màu xanh lục, mà San Francisco sử dụng để phân biệt đạn pháo của nó với những chiếc khác, sau đó được nhìn thấy trên cấu trúc thượng tầng của Atlanta trước khi nó bị chìm. Không lâu sau đó, thiết giáp hạm Nhật Hiei bị phát hiện và bị bắn pháo ở khoảng cách ban đầu chỉ có 2.200 yd (2.000 m).
Vào khoảng 02 giờ 00, San Francisco xoay các khẩu pháo của mình sang thiết giáp hạm Kirishima. Cùng lúc đó, nó trở thành mục tiêu của tàu tuần dương Nagara ở phía mũi bên mạn phải, và của một tàu khu trục đã cắt ngang mũi nó và đang đi dọc bên mạn trái. Kirishima tham gia cùng Nagara v̀a tàu khu trục nả pháo vào San Francisco, khi mà các khẩu đội 5 in (130 mm) bên mạn trái đối đầu với chiếc tàu khu trục nhưng bị loại khỏi vòng chiến ngoại trừ một khẩu đội. Kirishima cũng loại khỏi vòng chiến các khẩu đội 5 in (130 mm) bên mạn phải. San Francisco bẻ lái sang trái và dàn pháo chính tiếp tục nả vào Hiei và Kirishima, trong khi chúng cùng với những chiếc kia tiếp tục bắn trả vào San Francisco. Một phát bắn trúng trực tiếp trên cầu tàu hoa tiêu đã giết chết hay làm bị thương nặng mọi sĩ quan, ngoại trừ sĩ quan thông tin liên lạc, Thiếu tá Hải quân Bruce McCandless. Quyền chỉ huy con tàu chuyển sang sĩ quan kiểm soát hư hỏng, Thiếu tá Herbert E. Schonland, nhưng ông cho rằng nỗ lực bản thân cần đến để giữ cho con tàu "tiếp tục nổi và đứng thẳng", nên ông ra lệnh cho McCandless tiếp tục chỉ huy trên cầu tàu. Việc kiểm soát lái và động cơ bị mất, nên phải chuyển sang tháp chỉ huy phụ phía sau; nơi này lại bị loại khỏi vòng chiến bởi một phát bắn trúng trực tiếp bên mạn trái. Việc kiểm soát lại bị mất.
Việc kiểm soát con tàu được tái lập trên tháp chỉ huy, rồi cầu tàu lại bị bắn trúng bên mạn phải. Việc kiểm soát lái và động cơ tạm thời bị mất, rồi được tái lập. Mọi liên lạc đều bị cắt đứt. Không lâu sau đó, đối phương ngừng bắn. San Francisco cũng ngừng bắn và rút lui về phía Đông dọc theo bờ biển phía Bắc Guadalcanal. 77 người, bao gồm Chuẩn Đô đốc Daniel J. Callaghan và Thuyền trưởng, Đại tá Hải quân Cassin Young, đã thiệt mạng; 105 người khác bị thương. Trong số bảy người được ghi nhận mất tích, có ba người sau đó được cứu vớt. Con tàu bị bắn trúng 45 phát; cấu trúc con tàu bị hư hỏng đáng kể nhưng không chí mạng, không có phát nào trúng bên dưới mực nước. Hai mươi hai đám cháy đã bùng phát và được dập tắt.
Lúc khoảng 04 giờ 00, với mọi la bàn đều bị hỏng, San Francisco nhập đoàn với Helena và Juneau rồi theo chúng đi qua eo biển Sealark hướng về phía Espiritu Santo để được sửa chữa tạm thời. Đến khoảng 10 giờ 00, nhân viên y tế của Juneau chuyển sang San Francisco để trợ giúp vào việc chữa trị số đông người bị thương. Một giờ sau đó, Juneau trúng phải một ngư lôi phóng từ tàu ngầm I-26, đánh trúng gần cầu tàu bên mạn trái. "Toàn bộ con tàu hầu như bị vỡ ra khi một cột khói nâu và trắng khổng lồ và lửa bốc cao gần ba trăm mét. Juneau hầu như bị nổ tung." San Francisco trúng phải nhiều mảnh vỡ lớn từ Juneau, một người bị thương khi mảnh vỡ làm đứt cả hai chân. Sau khi màn khói tan đi, không còn gì sót lại trên mặt biển. Những con tàu còn lại nhận được lệnh tiếp tục đi mà không được dừng lại tìm kiếm người sống sót. Điều bất hạnh cho thủy thủ đoàn trên Juneau, họ phải chờ đợi trong tám ngày trên mặt nước trước khi được cứu vớt, phải chịu đựng những cuộc tấn công căng thẳng của cá mập; chỉ có mười người sống sót.
Trưa ngày 14 tháng 11, San Francisco rút lui về hướng Espiritu Santo. Do sự tham gia hoạt động tích cực vào ngày 13 tháng 10, và trong đêm 11–12 tháng 10, nó được trao tặng phần thưởng Đơn vị Tuyên dương Tổng thống. Ngày 18 tháng 11, chiếc tàu tuần dương lên đường đi Nouméa, và vào ngày 23 tháng 11, lại lên đường quay trở về Hoa Kỳ. Nó đến San Francisco vào ngày 11 tháng 12. Ba ngày sau, công việc sửa chữa được tiến hành tại Xưởng hải quân Mare Island.

### 1943
Vào ngày 26 tháng 2 năm 1943, San Francisco lên đường hướng đến Nam Thái Bình Dương. Sau khi hộ tống đoàn tàu vận tải PW 2211 trên đường đi, nó đến Nouméa vào ngày 20 tháng 3; rồi năm ngày sau đó tiếp tục đi đến Efate. Nó quay trở lại quần đảo Hawaii vào giữa tháng 4, rồi sau đó hướng lên phía Bắc đến quần đảo Aleut gia nhập Lực lượng Đặc nhiệm 16 của vùng Bắc Thái Bình Dương, và đến Alaska vào cuối tháng đó. Đặt căn cứ tại vịnh Kuluk thuộc đảo Adak, nó hoạt động tại khu vực quần đảo Aleut trong hơn 4 tháng tiếp theo. Nó tuần tra những lối tiếp cận từ phía Tây vào khu vực này; tham gia tấn công và chiếm đóng Attu vào tháng 5 và Kiska vào tháng 7; và thực hiện các nhiệm vụ hộ tống.
Đến giữa tháng 9, nó được lệnh quay trở lại Trân Châu Cảng để sửa chữa, và được tái bố trí về Lực lượng Đặc nhiệm 14. Vào ngày 29 tháng 9, San Francisco rời Trân Châu Cảng trong thành phần Đơn vị Đặc nhiệm 14.2.1 cho một cuộc tấn công lên đảo Wake. Ngày 5 tháng 10, lực lượng đi đến khu vực ngoài khơi mục tiêu và tiến hành hai lượt tấn công các vị trí của đối phương. Vào ngày 11 tháng 10, đơn vị đặc nhiệm quay trở về Trân Châu Cảng.
Ngày 20 tháng 9, lực lượng đi đến ngoài khơi Makin. San Francisco tham gia cuộc bắn phá chuẩn bị xuống Betio, rồi tuần tra bên ngoài khu vực vận chuyển về phía Tây Makin. Vào ngày 26 tháng 9, nó được tách ra để điều về Đội đặc nhiệm 50.1, gia nhập cùng các tàu sân bay Yorktown, Lexington, Cowpens, năm tàu tuần dương và sáu tàu khu trục. Lực lượng này lên đường hướng về phía quần đảo Marshall để tấn công tàu bè và cơ sở của Nhật Bản tại khu vực Kwajalein. Ngày 4 tháng 12, các tàu sân bay tung máy bay ra tấn công các mục tiêu. Không lâu sau giữa trưa, hoạt động của không quân đối phương được tăng cường, và đến 12 giờ 50 phút, San Francisco bị tấn công, khi ba máy bay ném ngư lôi đã đến gần bên mạn trái; hỏa lực phòng không của nó đã bắn rơi hai chiếc, trong khi chiếc thứ ba bị Yorktown bắn rơi. Nhưng trong quá trình tấn công, chiếc tàu tuần dương nhiều lần bị bắn phá bởi hỏa lực càn quét, làm một người thiệt mạng và 22 người khác bị thương. Đến đêm, lực lượng Nhật Bản quay trở lại, và Lexington bị trúng ngư lôi trong đêm đó; lực lượng phải di chuyển về phía Bắc và phía Tây. Đến 01 giờ 30 phút ngày 5 tháng 12, máy bay đối phương biến mất khỏi màn hình radar. Ngày hôm sau, các con tàu quay trở về Trân Châu Cảng.

### 1944
Vào ngày 22 tháng 1 năm 1944, San Francisco lên đường cùng với Lực lượng Đặc nhiệm 52, một lần nữa hướng đến quần đảo Marshall. Vào ngày 29 tháng 1, được các tàu khu trục hộ tống, hải đội được cho tách khỏi đội hình hướng đến các căn cứ của Nhật Bản trên đảo Maloelap để vô hiệu hóa chúng trong quá trình Trận Kwajalein. Sau cuộc bắn pháo, các con tàu tiếp tục tiến đến Kwajalein. San Francisco đi đến ngoài khơi đảo san hô lúc khoảng 06 giờ 30 phút ngày 31 tháng 1. Đến 07 giờ 30 phút, nó khai hỏa vào các mục tiêu tiềm năng, gồm cả một tàu nhỏ trong vũng biển Kwajalein; đến 08 giờ 49 phút, nó ngừng bắn. Lúc 09 giờ 00, nó tiếp tục bắn pháo vào mục tiêu trên các đảo Berlin và Beverly. Suốt ngày hôm đó, nó tiếp tục bắn pháo vào các đảo trên, và vào cuối buổi chiều đã bổ sung thêm đảo Bennett vào danh sách mục tiêu. Trong một tuần lễ tiếp theo, nó bắn pháo chuẩn bị rồi hỗ trợ các hoạt đổ bộ lên các đảo Burton, Berlin và Beverly. Đến ngày 8 tháng 2, chiếc tàu tuần dương lên đường đi Majuro, nơi nó hoạt động như một đơn vị của Lực lượng Đặc nhiệm 58, một đơn vị tàu sân bay nhanh.
Trong thành phần Đội đặc nhiệm 58.2, San Francisco rời vũng biển Majuro vào ngày 12 tháng 2. Bốn ngày sau, các tàu sân bay tung máy bay của chúng tấn công như một phần của Chiến dịch Hailstone. Trong đêm 16-17 tháng 2, tàu sân bay Intrepid bị trúng ngư lôi, và San Francisco và các tàu khác được phân công hộ tống nó rút lui về phía Đông. Vào ngày 19 tháng 2, lực lượng được chia tách; Intrepid cùng hai tàu khu trục tiếp tục đi về Trân Châu Cảng, trong khi San Francisco và các tàu còn lại hướng đến Majuro. Ngày 25 tháng 2, San Francisco lên đường đi Hawaii cùng với Đội đặc nhiệm 58.2. Ngày 20 tháng 3, đội đặc nhiệm quay trở về Majuro để tiếp nhiên liệu, rồi lại lên đường vào ngày 22 tháng 3 đi đến phía Tây quần đảo Caroline. Trong các ngày 30 tháng 3-1 tháng 4, máy bay từ tàu sân bay đã tấn công Palaus và Woleai; thủy phi cơ của San Francisco đã thực hiện các phi vụ giải cứu.
Vào ngày 6 tháng 4, lực lượng quay trở lại vũng biển Majuro. Một tuần sau, các con tàu lên đường đi New Guinea. Từ ngày 21 đến ngày 28 tháng 4, Đội đặc nhiệm 58.2 hỗ trợ cho các cuộc tấn công đổ bộ lên khu vực Hollandia (ngày nay là Jayapura). Vào ngày 29 tháng 4, lực lượng di chuyển trở lại khu vực Caroline cho một đợt tấn công khác nhắm vào Truk. Ngày 30 tháng 4, San Francisco được cho tách ra cùng với tám tàu tuần dương khác để di chuyển đến Satawan. Sau khi hoàn tất nhiệm vụ bắn phá tại đây, các tàu tuần dương gia nhập trở lại Đội đặc nhiệm 58.2 và hướng đến quần đảo Marshall.
Thoạt tiên ở lại Majuro, San Francisco chuyển sang Kwajalein vào đầu tháng 6, và đến ngày 10 tháng 6 rời đảo san hô này trong thành phần Đội đặc nhiệm 53.15, lực lượng bắn phá trong chiến dịch tấn công Saipan. Ngày 14 tháng 6, nó tiến hành đợt bắn phá Tinian kéo dài hai ngày, và sau khi cuộc đổ bộ lên Saipan diễn ra, chuyển sang bắn pháo hỗ trợ trên bộ. Vào ngày 16 tháng 6, nó tạm thời gia nhập hải đội Tuần dương 9 để bắn phá Guam. Tuy nhiên, tin tức về một lực lượng hải quân Nhật Bản lớn đang trên đường đến Saipan, khiến phải ngưng việc bắn pháo, và các con tàu quay trở lại Saipan.
Ngày 17 tháng 6, San Francisco được tiếp nhiên liệu trước khi chiếm lĩnh vị trí án ngữ giữa lực lượng đối phương đang đến gần và lực lượng đổ bộ tại Saipan. Sáng ngày 19 tháng 6, Trận chiến biển Philippine nổ ra. Lúc khoảng 10 giờ 46 phút, San Francisco phát hiện "... một số lượng lớn máy bay đối phương trên màn hình radar cách 20 dặm (30 km)." Lúc 11 giờ 26 phút, chiếc tàu tuần dương nổ súng. Một quả đạn pháo 40 mm bắn nhầm từ tàu tuần dương Indianapolis làm hư hại máy tạo màn khói trên chiếc San Francisco. Đến giữa trưa, sự tĩnh lặng quay trở lại; lúc 14 giờ 24 phút, những máy bay ném bom bổ nhào Nhật Bản thực hiện đợt tấn công cuối cùng. Sang ngày 20 tháng 6, San Francisco về phía Tây truy đuổi lực lượng Nhật Bản; và sang ngày kế tiếp, nó quay trở lại khu vực Saipan tiếp nối các hoạt động hỗ trợ cho lực lượng chuyên chở đổ bộ. Ngày 8 tháng 7, San Francisco một lần nữa hướng đến Guam bắn phá các vị trí đối phương. Trong bốn ngày tiếp theo, nó nả pháo các vị trí tại khu vực Agat và Agana. Vào ngày 12 tháng 7, nó quay trở lại Saipan để tiếp tế, rồi đến ngày 18 tháng 7 quay trở lại ngoài khơi đảo Guam.
Trong các ngày 18-20 tháng 7, nó bắn pháo các vị trí đối phương, hỗ trợ cho hoạt động của các đội quét mìn dưới nước, và bắn quấy rối ban đêm cũng như ngăn cản việc sửa chữa của đối phương tại các khu vực Agat và Faci Point. Ngày 21 tháng 7, nó bắt đầu hỗ trợ cho lực lượng Thủy quân Lục chiến đổ bộ lên bãi Agat; đến ngày 24 tháng 7, chiếc tàu tuần dương chuyển hoả lực của nó sang Orote Point. Ngày 30 tháng 7, nó lên đường đi ngang qua Eniwetok và Trân Châu Cảng để quay về San Francisco. Chiếc tàu tuần dương quay trở về Bờ Tây Hoa Kỳ vào ngày 16 tháng 8 để đại tu.
Ngày 31 tháng 10, nó lại lên đường hướng sang phía Tây, và vào ngày 21 tháng 11 đi đến Ulithi, nơi nó lại đảm nhiệm vai trò soái hạm của Hải đội Tuần dương 6. Ngày 10 tháng 12, nó nhổ neo di chuyển đến Philippines trong thành phần Đội đặc nhiệm 38.1. Trong khi các tàu sân bay tiến hành không kích xuống Luzon trong các ngày 14-15 tháng 12, thủy phi cơ của San Francisco được sử dụng vào việc tuần tra chống tàu ngầm và giải cứu. Ngày 16 tháng 12, lực lượng lên đường đi đến một điểm hẹn với lực lượng tiếp tế, Đội đặc nhiệm 30.17; tuy nhiên, một cơn bão đã làm gián đoạn các hoạt động tiếp liệu, và các con tàu phải tìm cách thoát ra khỏi cơn bão trong hai ngày tiếp theo sau. Vào ngày 19 tháng 12, nó tiến hành việc tìm kiếm những người còn sống sót của ba chiếc tàu khu trục bị nhận chìm trong cơn bão.
Ngày 20 tháng 12, Lực lượng Đặc nhiệm 38 một lần nữa quay sang phía Tây tiếp nối các hoạt động tại Luzon; nhưng hoàn cảnh biển động gây ngăn trở. Ngày 24 tháng 12, lực lượng đặc nhiệm quay trở về Ulithi.

### 1945
Sáu ngày sau, lực lượng khởi hành từ Ulithi. Vào ngày 2-3 tháng 1 năm 1945, các cuộc không kích được tung ra nhắm vào Đài Loan. Từ ngày 5 đến ngày 7 tháng 1, Luzon bị tấn công; và các cuộc càn quét xuống Đài Loan được tiếp nối vào ngày 9 tháng 1. Sau đó lực lượng hướng đến eo biển Bashi tiến hành đợt tấn công kéo dài năm ngày vào các đơn vị tàu nổi đối phương tại biển Nam Trung Quốc cùng các cơ sở dọc theo bờ biển Đông Dương. Trong các ngày 15-16 tháng 1, các khu vực Hong Kong-Hạ môn-Sán Đầu bị tấn công, và vào ngày 20 tháng 1, lực lượng băng qua eo biển Luzon tiếp tục các hoạt động tấn công Đài Loan. Các cuộc kháng cự trên không diễn ra liên tục trong ngày 21 tháng 1, khi máy bay đối phương thường xuyến xuất hiện trên màn hình radar. Các tàu sân bay Langley và Ticonderoga đã bị đánh trúng. Vào ngày 22 tháng 1, các cuộc tấn công nhắm vào quần đảo Ryukyu, và vào ngày hôm sau lực lượng hướng đến phía Tây quần đảo Caroline.
Đến nơi vào ngày 26 tháng 1, các con at̀u lại lên đường vào ngày 10 tháng 2. Từ ngày 16 đến ngày 17 tháng 2, các cuộc không kích được nhắm vào các cơ sở không quân tại miền Trung đảo Honshū. Vào ngày 18 tháng 2, lực lượng di chuyển về phía các quần đảo Volcano và Bonin; và vào ngày 19 tháng 2, cuộc tấn công Iwo Jima bắt đầu. Ngày hôm sau, San Francisco cùng các tàu tuần dương khác tiếp cận Iwo Jima làm nhiệm vụ bắn pháo hỗ trợ, kéo dài cho đến ngày 23 tháng 2. Sau đó nó quay lại chính quốc Nhật Bản; Tokyo trở thành mục tiêu trong ngày 25 tháng 2. Thời tiết xấu đã ngăn trở các hoạt động vào ngày hôm sau nhắm vào Nagoya, và đến ngày 27 tháng 2, lực lượng quay trở lại Ulithi.
Trong thành phần của Lực lượng Đặc nhiệm 54 tham gia Chiến dịch Iceberg, San Francisco rời Ulithi vào ngày 21 tháng 3 hướng đến Ryukyu. Ngày 25 tháng 3, nó tiếp cận Kerama Retto, phía Tây Okinawa, bắn pháo hỗ trợ cho hoạt động quét mìn; nó rút lui vào ban đêm, và sáng hôm sau quay trở lại hỗ trợ cho việc đổ bộ và phản pháo xuống Aka, Keruma, Zamami và Yakabi. Sáng ngày 27 tháng 3, sự kháng cự bằng không quân tăng lên. Ngày hôm sau, San Francisco chuyển sang Okinawa bắn phá bờ biển chuẩn bị cho cuộc tấn công đổ bộ được dự định vào ngày 1 tháng 4. Ngày hôm đó, nó chiếm lĩnh vị trí bắn hỗ trợ số 5 về phía Tây Naha, và trong năm ngày tiếp theo đã nả pháo xuống công sự đối phương, hang động, hầm trú ẩn, đầu mối giao thông, xe tăng, xe tải và điểm tập trung quân. Ban đêm, nó bắn pháo quấy phá gần các bãi đổ bộ.
Ngày 6 tháng 4, chiếc tàu tuần dương rút lui về Kerama Retto để tiếp đạn và tiếp nhiên liệu, và đã giúp vào việc bắn rơi một máy bay ném ngư lôi Nakajima B6N "Jill"; sau đó nó gia nhập Lực lượng Đặc nhiệm 54 ngoài khơi Okinawa khi đơn vị này tiến hành một đột không kích khác. San Francisco bắn rơi thêm một máy bay ném ngư lôi Nakajima B5N "Kate". Một cuộc không kích khác diễn ra lúc bình minh ngày 7 tháng 4, khi một máy bay tấn công cảm tử kamikaze tìm cách đâm vào chiếc tàu tuần dương; nó bị bắn rơi cách 50 yd (46 m) bên mạn trái mũi tàu. Sau đợt không kích, San Francisco chuyển sang Lực lượng Đặc nhiệm 51 bắn pháo hỗ trợ cho bờ biển Đông Okinawa, rồi quay lại Lực lượng Đặc nhiệm 54 tại bờ Tây vào cuối buổi chiều. Vào ngày 11 tháng 4, các đợt không kích tăng lên, và vào ngày hôm sau, San Francisco bắn cháy một máy bay ném bom bổ nhào Aichi D3A "Val", nó lướt trệch qua một tàu buôn trước khi đâm xuống nước.
Trong các ngày 13-14 tháng 4, một lần nữa chiếc tàu tuần dương lại hoạt động cùng Lực lượng Đặc nhiệm 51 ngoài khơi bờ Đông hòn đảo bị bao vây. Ngày hôm sau, nó quay trở lại Kerama Retto, rồi tiếp tục đi đến Okinawa hoạt động cùng với Lực lượng Đặc nhiệm 54 trong khu vực vận chuyển. Tại đây nó giúp vào việc chiếu sáng ban đêm nhằm phát hiện người nhái và xuồng máy cảm tử Shinyo, và ngay trước nữa đêm đã giúp vào việc đánh chìm một chiếc. Trong đêm, hai âm mưu tấn công bằng Shinyo vào các tàu vận tải bị ngăn chặn. Đến bình minh, San Francisco quay lại khu vực Naha bắn pháo vào sân bay tại đây; đến ngày 17 tháng 4, nó đi dọc bờ biển và bắn pháo vào sân bay Machinate. Ngày hôm sau, một lần nữa nó chuyển sang bờ Đông hòn đảo, và thả neo tại Nakagusuku Wan đêm hôm đó. Ngày hôm sau, San Francisco hỗ trợ cho lực lượng ở phần phía Nam hòn đảo. Từ ngày 21 đến ngày 24 tháng 4, nó bắn pháo vào các mục tiêu tại sân bay Naha; rồi lên đường đi Ulithi.
Ngày 13 tháng 5, San Francisco quay trở lại Okinawa, đến khu vực Nakagusuku Wan tiếp tục các hoạt động hỗ trợ chống các mục tiêu phía Nam Okinawa. Trong vài ngày tiếp theo, San Francisco hỗ trợ cho Sư đoàn Bộ binh 96 tại khu vực Đông Nam Yuna-baru. Ngày 20 tháng 5, nó chuyển sang Kutaka Shima, và cho đến đêm 22 tháng 5 đã sử dụng hầu hết dự trữ đạn của dàn pháo chính. Ngày 25 tháng 5, Nhật Bản trung ra một đợt không kích lớn nhắm vào tàu bè Đồng Minh tại Nakagusuku Wan. Ngày 27 tháng 5, San Francisco bắn pháo hỗ trợ cho Sư đoàn Bộ binh 77, rồi rút lui về Kerama Retto vào ngày hôm sau. Ngày 30 tháng 5, chiếc tàu tuần dương quay trở lại bờ biển phía Tây Okinawa, và trong hai tuần tiếp theo hỗ trợ cho hoạt động của các sư đoàn Thủy quân Lục chiến 1 và 6.
Vào ngày 21 tháng 6, San Francisco nhận được lệnh gia nhập Đội đặc nhiệm 32.15, ở cách 120 mi (190 km) về phía Đông Nam Okinawa. Một tuần sau, nó đi vào Kerama Retto một thời gian ngắn trước khi tham gia đơn vị này. Vào đầu tháng 7, nó làm nhiệm vụ bảo vệ cho khu vực thả neo phía Đông. Đến ngày 3 tháng 7, nó lên đường đi Philippines chuẩn bị cho cuộc tấn công chiếm đóng chính quốc Nhật Bản. Tuy nhiên, thỏa thuận ngừng bắn vào giữa tháng 8 đã loại trừ hoạt động này, nên San Francisco chuẩn bị cho nhiệm vụ chiếm đóng.

### Sau chiến tranh

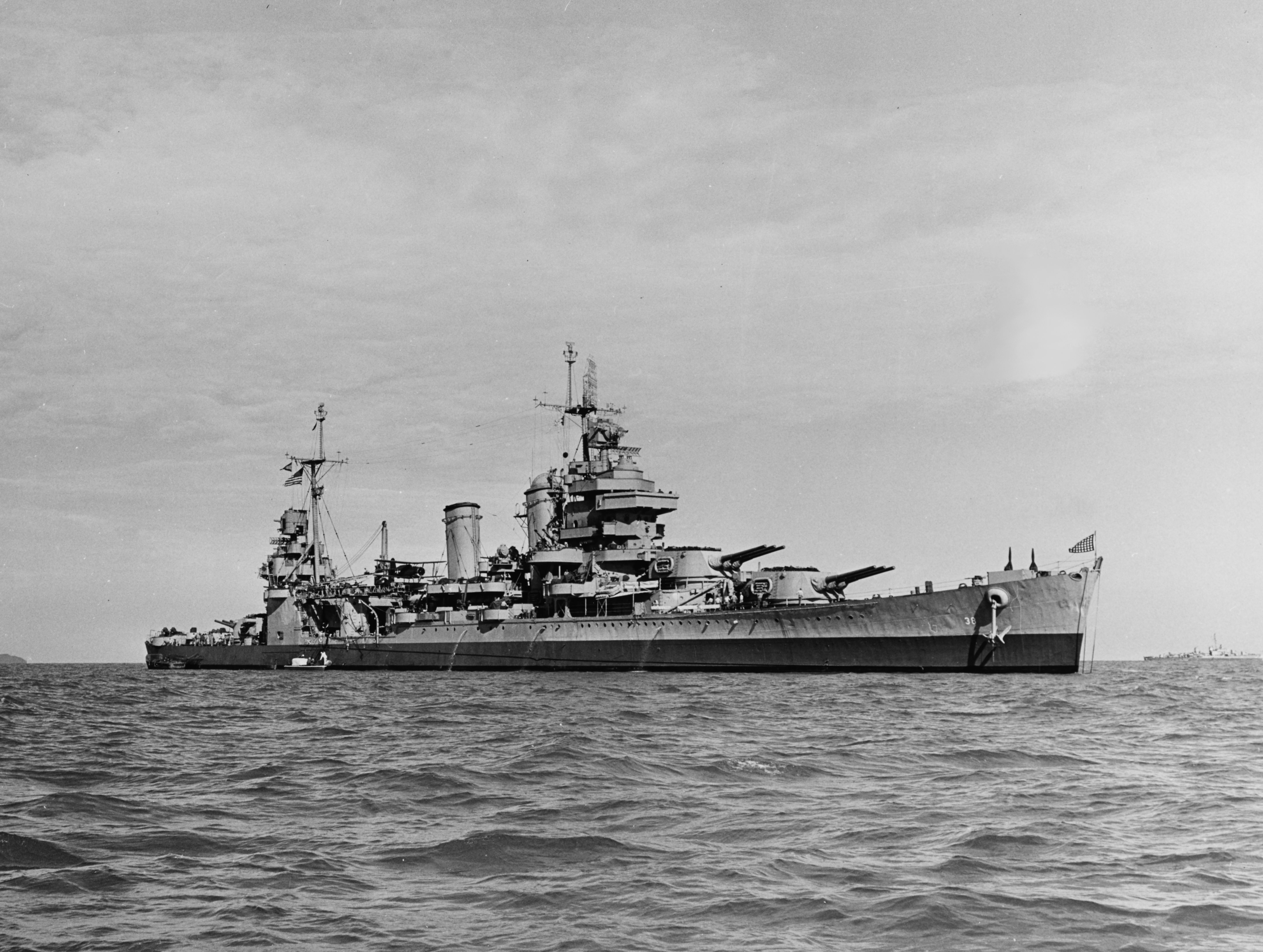
San Francisco ngoài khơi bờ biển Triều Tiên, ngày 28 tháng 9 năm 1945.

Ngày 28 tháng 8, chiếc tàu tuần dương rời vịnh Subic đi đến bờ biển Trung Quốc. Sau cuộc biểu dương lực lượng tại khu vực Hoàng Hải và vịnh Bột Hải, nó hỗ trợ các hoạt động quét mìn, và vào ngày 8 tháng 10 đã thả neo tại Jinsen, Triều Tiên. Từ ngày 13 đến ngày 16 tháng 10, nó tham gia một cuộc biểu dương lực lượng khác tại Bột Hải rồi quay trở lại Jinsen, nơi Chuẩn đô đốc Jerauld Wright, Tư lệnh Hải đội Tuần dương 6, là một thành viên cao cấp của ủy ban giải giới lực lượng Hải quân Nhật Bản đầu hàng tại Triều Tiên.
Ngày 27 tháng 11, San Francisco quay trở về nhà. Nó về đến thành phố nó mang tên vào giữa tháng 12, rồi tiếp tục đi đến Bờ Đông Hoa Kỳ ngày 5 tháng 1 năm 1946, đến Philadelphia, Pennsylvania để chuẩn bị ngừng hoạt động vào ngày 19 tháng 1. Ngừng hoạt động ngày 10 tháng 2, nó được cho neo đậu cùng đội Philadelphia của Hạm đội Dự bị Đại Tây Dương cho đến 1 tháng 3 năm 1959, khi nó được rút tên khỏi danh sách Đăng bạ Hải quân. Vào ngày 9 tháng 9, nó được bán cho hãng Union Mineral and Alloys Corp., New York, và được tháo dỡ tại Panama City, Florida vào năm 1961.

## Phần thưởng – Di sản
San Francisco được tặng thưởng 17 Ngôi sao Chiến trận trong Chiến tranh Thế giới thứ hai.
|             |  |                                                                     |
| Bronze star |  | Silver star · Silver star · Silver star · Bronze star · Bronze star |
|             |  |                                                                     |

| Dãi băng Hoạt động Tác chiến                                  | Đơn vị Tuyên Dương Tổng thống           | Huân chương Phục vụ Trung Hoa                                            |
| Huân chương Phục vụ Phòng vệ Hoa Kỳ với 1 Ngôi sao Chiến trận | Huân chương Chiến dịch Hoa Kỳ           | Huân chương Chiến dịch Châu Á-Thái Bình Dương với 17 Ngôi sao Chiến trận |
| Huân chương Chiến thắng Thế Chiến II                          | Huân chương Phục vụ Chiếm đóng Hải quân | Đơn vị Tuyên dương Tổng thống Philippine                                 |

Do thành tích trong trận Hải chiến Guadalcanal, nó được tặng thưởng Đơn vị Tuyên dương Tổng thống. Cũng trong trận này, ba thành viên thủy thủ đoàn đã được trao tặng Huân chương Danh dự: Thiếu tá Herbert E. Schonland, Thiếu tá Bruce McCandless và thủy thủ Reinhardt J. Keppler (truy tặng); Đô đốc Daniel J. Callaghan cũng được truy tặng Huân chương Danh Dự.
Trong thời gian sửa chữa tại xưởng hải quân Mare Island vào tháng 11 năm 1942,cầu tàu cần được tái cấu trúc toàn bộ; vì vậy cầu tàu cũ đã được tháo dỡ, và hiện đang được đặt trên một mũi đất ở Lands End, San Francisco thuộc Khu giải trí Quốc gia Golden Gate nhìn ra Thái Bình Dương. Chiếc chuông của con tàu hiện đang đặt tại Câu lạc bộ Tưởng niệm Thủy quân Lục chiến tại San Francisco.